# Masacre de Mountain Meadows

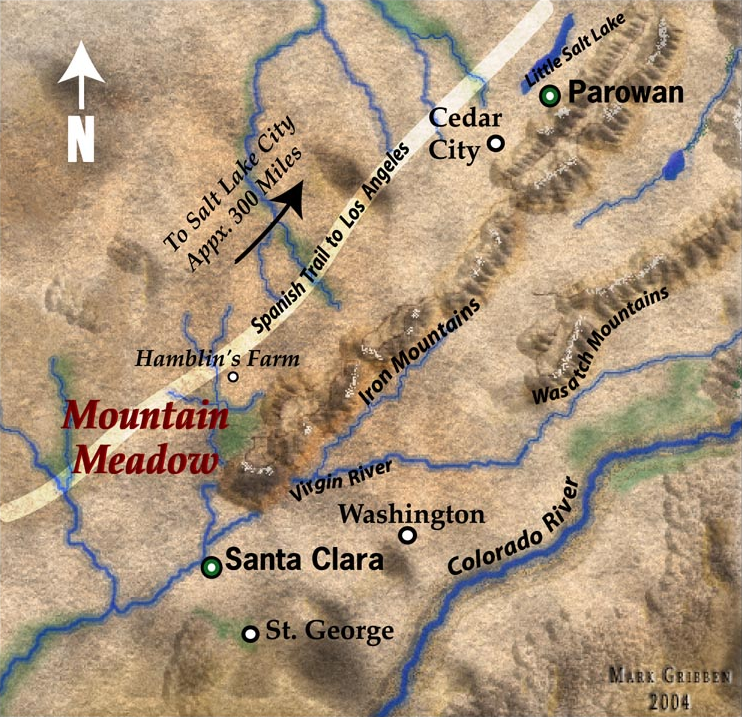
Mapa con el punto de Mountain Meadows al sudeste de Utah por donde pasaba el llamado Trayecto Español (Spanish Trail) en dirección a Nevada y California.

Se le llama Masacre de Mountain Meadows (11 de septiembre de 1857) a una serie de ataques durante la Guerra de Utah que resultaron en el asesinato en masa de al menos ciento veinte pioneros miembros de la caravana de emigrantes Baker–Fancher. Fue perpetrada por colonos de la Iglesia de Jesucristo de los Santos de los Últimos Días (conocidos como Mormones) involucrados con la Milicia Territorial de Utah (oficialmente llamada la Legión Nauvoo) que reclutaron y fueron ayudados por algunos nativos americanos Paiute del Sur. La caravana, compuesta principalmente por familias de Arkansas, se dirigía a California, viajando por el Viejo Sendero Español que pasaba por el Territorio.
Después de llegar a Salt Lake City, el grupo de Baker-Fancher se dirigió hacia el sur por la Carretera Mormona y finalmente se detuvo para descansar en Mountain Meadows. Mientras el grupo viajaba hacia el oeste, corrieron rumores sobre el comportamiento del grupo hacia los colonos mormones y la histeria de guerra contra los forasteros se desenfrenó como resultado de una expedición militar enviada por el presidente Buchanan y la declaración de la ley marcial del gobernador territorial Brigham Young en respuesta. Mientras los emigrantes estaban acampados en el prado, los líderes de la milicia local, incluidos Isaac C. Haight y John D. Lee, hicieron planes para atacar la caravana. Los líderes de la milicia, queriendo dar la impresión de hostilidades tribales, persuadieron a los paiutes del sur para que se unieran a un grupo más grande de milicianos disfrazados de nativos americanos en un ataque. Durante el primer asalto de la milicia a la caravana, los emigrantes contraatacaron y se produjo un asedio de cinco días. Finalmente, entre los líderes de la milicia se extendió el temor de que algunos emigrantes hubieran visto a los hombres blancos y probablemente hubieran descubierto la identidad real de la mayoría de los atacantes. Como resultado, el comandante de la milicia, William H. Dame, ordenó a sus fuerzas que mataran a los emigrantes. Para entonces, los emigrantes se estaban quedando sin agua y provisiones, y permitieron que algunos miembros de la milicia, que se acercaron con una bandera blanca, entraran en su campamento. Los miembros de la milicia aseguraron a los emigrantes que estaban protegidos y, después de entregarles sus armas, los emigrantes fueron escoltados fuera de su posición defensiva. Después de caminar una distancia desde el campamento, los milicianos, con la ayuda de fuerzas auxiliares escondidas cerca, atacaron a los emigrantes. Los perpetradores mataron a todos los adultos y niños mayores del grupo solo perdonandoles las vidas a diecisiete niños menores de siete años.
Tras la masacre, los autores enterraron algunos de los restos, pero finalmente dejaron la mayoría de los cuerpos expuestos a los animales salvajes y al clima. Las familias locales acogieron a los niños supervivientes, y muchas de las posesiones de las víctimas y el ganado restante se subastaron. Las investigaciones, que se vieron interrumpidas por la Guerra de Secesión, dieron lugar a nueve acusaciones en 1874. De los hombres que fueron acusados, solo John D. Lee fue juzgado en un tribunal de justicia. Después de dos juicios en el Territorio de Utah, Lee fue declarado culpable por un jurado, condenado a muerte y ejecutado por un pelotón de fusilamiento el 23 de marzo de 1877.
Los historiadores atribuyen la masacre a una combinación de factores, entre ellos la histeria bélica sobre una posible invasión del territorio mormón. Los académicos debaten si los líderes superiores del mormonismo, incluido Brigham Young, instigaron directamente la masacre o si la responsabilidad de la misma recaía únicamente en los líderes locales del sur de Utah.

## Los emigrantes
A mediados de 1857, un grupo de unas cuarenta familias se juntaron para atravesar el oeste de los Estados Unidos desde su estado natal de Arkansas en dirección al sur del estado de California liderado por el baquiano Alexander Fancher. Escogieron su travesía por el Sendero Español (Spanish Trail) el cual pasaba por el territorio de Utah. En ese entonces, Salt Lake City se había convertido en uno de los puntos de abastecimiento más importantes en el curso hacia California.
A pesar de que el grupo de emigrantes pionero estaba bien equipado y organizado, acamparon en el Territorio de Utah por provisiones y para esperar a los rezagados. Habitado por mormones en el exilio, el territorio de Utah estaba ese año en situación de gran inseguridad, hasta tal punto que había sido declarado el estado de sitio. Al entrar el grupo o «Compañía de Fancher», como se les llamó, en Utah, encontraron hostilidad de parte de los residentes mormones, en particular por venir acompañados del populacho llamado «Gatos Salvajes de Misuri» con el propósito de instigar en contra de los religiosos. 
El grupo llamado «Los Gatos Salvajes» que acompañaban a los emigrantes se jactaban de traer consigo «la pistola que dio fin a Joseph Smith». Algunos argumentan que los Gatos Salvajes nunca acompañaron a la Compañía de Fancher.[cita requerida]

## John D. Lee
Nacido en el territorio de Illinois, John D. Lee se convirtió al mormonismo en 1837 y permaneció leal a su nueva fe, siguiendo a Brigham Young en el peregrinaje a Utah donde tuvo enorme éxito como granjero y empresario. Llamado por la Iglesia como obispo y agente ante los indios Paiute del Sureste del territorio de Utah, incluyendo el lugar donde Mountain Meadows estaba asentado. Poco después del arribo de la Compañía de Fancher, un grupo de paiutes y mormones locales agredió a los emigrantes. John D. Lee intervino en el asunto, pidió a los emigrantes que cediesen sus armas y una vez hecho los guio supuestamente a Cedar City. En el momento en que el grupo de la Compañía de Fancher se habían esparcido como consecuencia de la caminata, los escoltas volvieron sus armas hacia los emigrantes y dispararon sobre ellos hasta que todos, con excepción de diecisiete menores de ocho años, habían fallecido. Al día siguiente el mensajero enviado a Salt Lake City para consultar con el gobernador, volvió a Mountain Meadows con órdenes de que se dejara ir a la Compañía de Fancher.
John D. Lee fue enjuiciado y sentenciado a morir por fusilamiento, sentencia que fue llevada a efecto poco antes de las 11 de la mañana del 28 de marzo de 1877, en el mismo sitio en Mountain Meadows donde ocurrió la masacre. En sus últimas palabras mantuvo su inocencia y confesó estar en paz con Dios. «Por lo que se ve debo convertirme en una víctima —debe haber una víctima y yo soy la víctima. Se me sacrifica para satisfacer los sentimientos— los sentimientos vengativos, o en otras palabras, se me usa para gratificar a las partes».
John D. Lee fue excomulgado de la Iglesia en 1870 por su rol en la masacre. El 20 de abril de 1961, la Iglesia restauró a John D. Lee como miembro.
En su testimonio, John D. Lee escribió:

Tuve la asistencia de mucha gente en Mountain Meadows. Yo creo que la mayoría de los que estuvieron conectados con la Masacre, y tuvieron parte en la lamentable transacción que ha ennegrecido el carácter de todos los que fueron ayudantes o participaron en el mismo, actuaban bajo la impresión que estaban ejecutando un deber religioso. Yo sé que todos actuábamos bajo las órdenes y del comando de los líderes de la Iglesia; y firmemente creo que la mayoría de los que tomaron parte en los procedimientos, lo consideraban un deber religioso el obedecer sin cuestionar las órdenes que habían recibido. Que estaban actuando de un sentido de deber a la Iglesia Mormona.
John D. Lee

Jacob Forney, un agente gubernamental de los indios del territorio, concluyó que los paiutes no actuaron solos y que la masacre no hubiera ocurrido sin los colonos blancos.
En aquella época era Brigham Young quien lideraba al pueblo mormón, e inicialmente las autoridades gubernamentales iniciaron contra él una investigación para dar con los responsables, solo posteriormente John D. Lee tomó a su cargo toda la responsabilidad sobre la matanza.
Al oír el informe de lo ocurrido en Mountain Meadows, Brigham Young, quien  unos días antes de la masacre se entrevistaba con el capitán Stewart Van Vliet, dijo que ello «fue el asunto más desafortunado que haya jamás caído sobre la Iglesia».